# Commensalisme

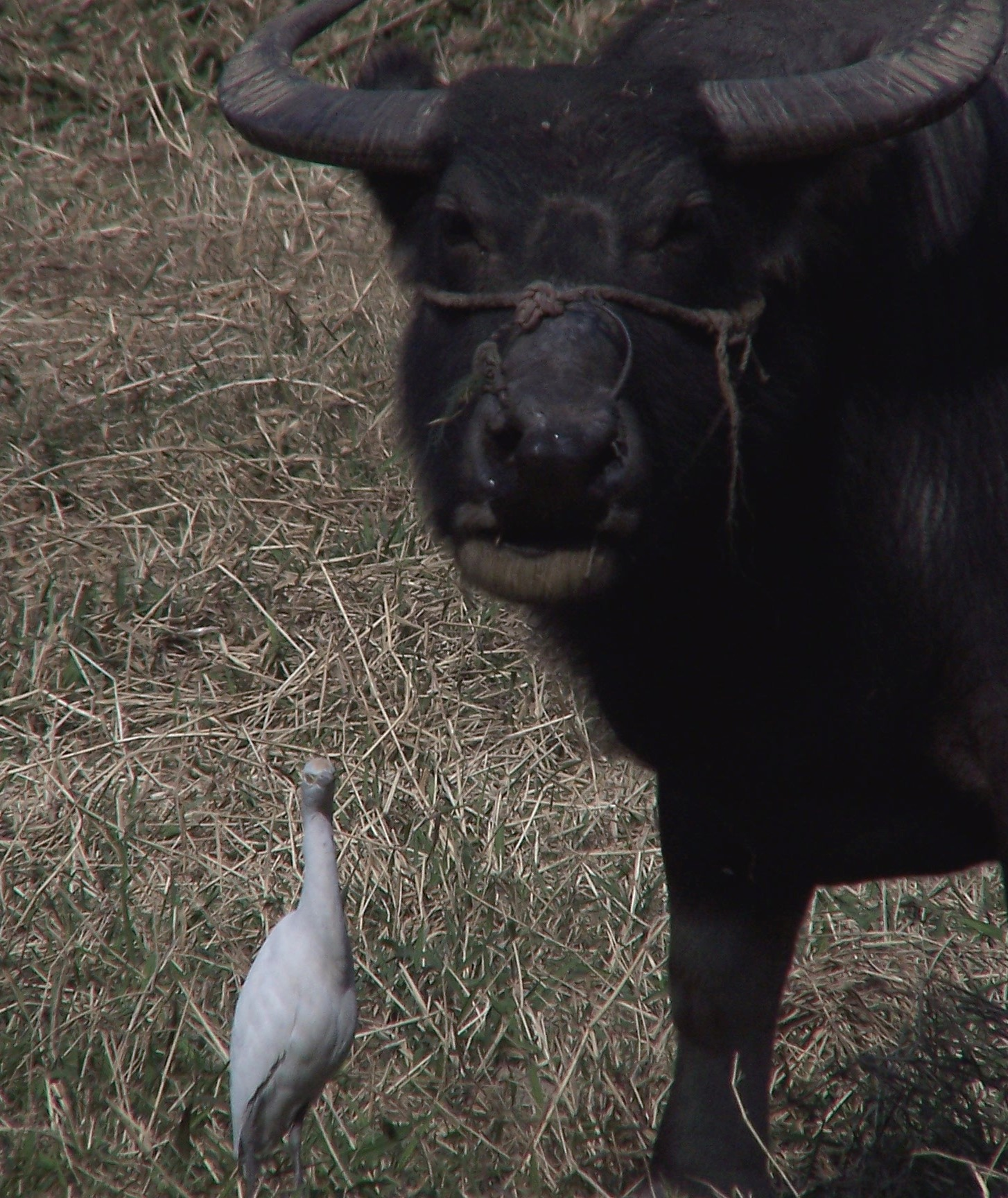
Koereiger bij vee

Commensalisme is interactie tussen twee organismen waarbij het ene voordeel heeft en het ander niet beïnvloed is (+/0). De term commensalisme komt van het Latijnse cum mensa, dat wil zeggen met dezelfde tafel (cum: met, mensa: tafel): kostganger. Het is een vorm van symbiose, andere vormen zijn parasitisme en mutualisme.
Voorbeelden:
- Poolvossen volgen ijsberen, wachten tot die klaar zijn met eten en eten daarna de rest op.
- Muizen zijn commensaal van de mens.
- Ook bacteriën en andere micro-organismen zijn normaal op mens of dier of in zijn darmen aanwezig zonder ziekte te veroorzaken. Velen vervullen een nuttige functie in de spijsvertering (mutualisme), of meer passief door schadelijker bacteriën of schimmels hun groeikansen te ontnemen.